# Västra Petisholmen
Västra Petisholmen, finska: Iso-Petääs, är en ö nära Innamo i Nagu,  Finland. Den ligger i Skärgårdshavet i Pargas stad i landskapet Egentliga Finland, i den sydvästra delen av landet. Ön ligger omkring 2 kilometer sydost om Innamo, 8 kilometer nordväst om Nagu kyrka, 35 kilometer sydväst om Åbo och omkring 170 kilometer väster om Helsingfors. Närmaste allmänna förbindelse är förbindelsebryggan vid Innamo som trafikeras av M/S Falkö.
Öns area är 8,2 hektar och dess största längd är 0,5 kilometer i öst-västlig riktning.